# 采勒格拉本河 (美因河支流)
49°57′03″N 9°35′58″E / 49.950755°N 9.599504°E

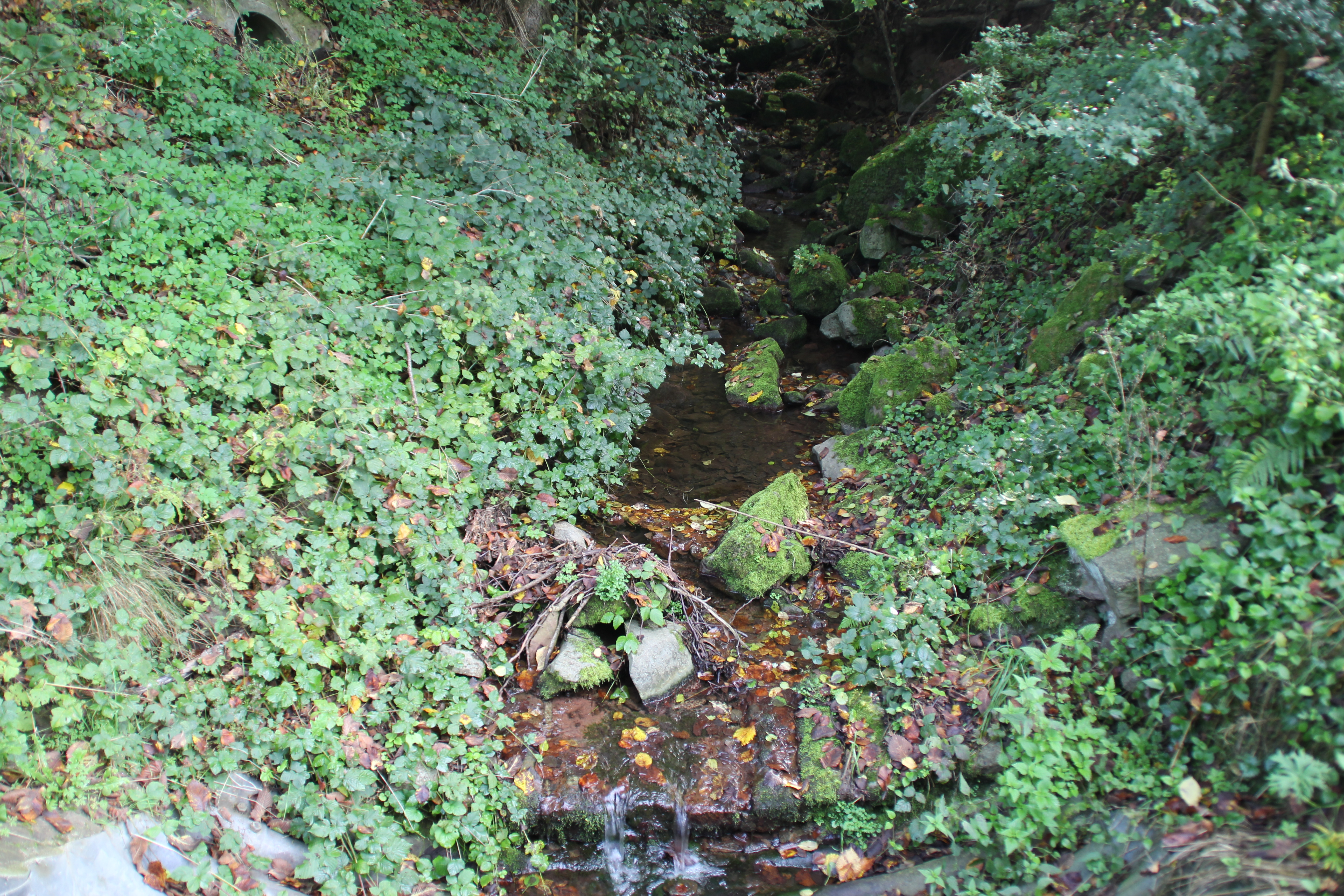

采勒格拉本河是德國的河流，位於該國東南部，由巴伐利亞負責管轄，屬於美因河的左支流，河道全長3.3公里，流域面積6.2平方公里。